# Xanionotum delicatum
Xanionotum delicatum är en tvåvingeart som först beskrevs av Borgmeier 1926.  Xanionotum delicatum ingår i släktet Xanionotum och familjen puckelflugor. Inga underarter finns listade i Catalogue of Life.